# Pocomoke River
Der Pocomoke River ist ein 106 Kilometer langer Zufluss der Chesapeake Bay in den US-Bundesstaaten Delaware, Maryland und Virginia. Er verläuft im südlichen Abschnitt der Delmarva-Halbinsel und ist in Maryland als National Wild and Scenic River ausgewiesen.
Das Wort Pocomoke entstammt den Algonkin-Sprachen und bedeutet so viel wie „Es ist durchbohrt“ oder „unebener Grund“.

## Verlauf
Der Pocomoke River entspringt östlich von Laurel auf 15 m direkt an der Philips Hill Road im Sussex County. Er folgt anfangs der Straße nach Osten bis Pusey Crossroads. Der noch kleine Bach wendet sich nach Südosten und durchfließt abwechslungsreich Waldgebiet und Ackerland. Er passiert Gumboro im Osten, überquert die Grenze zu Maryland und bildet nun die Grenze zwischen den Countys Wicomico und Worcester. Gleich nach der Staatsgrenze nimmt er von links den Abfluss des Great Cypress Swamp sowie von rechts den kurzen aber wasserreichen Green Run auf. Der Fluss wird nun meist von einem breiten Sumpfgürtel eingefasst.
Der Fluss unterquert den U.S. Highway 50 und wendet sich nach der Einmündung des von links zufließenden Franklin Branch nach Südwesten. Nach Powellville fließt er vollständig im Worcester County weiter. Er erreicht die Town Snow Hill und nimmt von rechts mit dem Nassawango Creek den längsten Nebenfluss auf. Hier besitzt der Pocomoke River bei einer Breite von weniger als 30 Metern eine Tiefe zwischen 2 und 14 Meter. Er passiert den Shad Landing State Park sowie den Pocomoke River State Park, ehe er den Dividing Creek von rechts aufnimmt und nun die Grenze zwischen den Countys Worcester und Somerset bildet. Hier erstreckt sich beidseits des Flusses teilweise der Pocomoke State Forest.
Er passiert Pocomoke City und wendet sich danach nach Süden. Nach der Mündung des Hall Branch bildet der Fluss die Grenze zwischen Maryland und Virginia, beziehungsweise zwischen den Countys Somerset und Accomack. Es mündet von links der Pitts Creek, ehe der Fluss bei Shelltown in den von Gezeiten geprägten Ästuar Pocomoke Sound der Chesapeake Bay mündet.

### Einzugsgebiet
Der Pocomoke River ist ein Schwarzwasserfluss, der innerhalb der atlantischen Küstenebene verläuft. Er besitzt ein Einzugsgebiet von 1997 km², wovon sich 64,75 km² über Delaware erstrecken. Es besteht zu etwa 45 % aus Waldfläche und zu etwa 37 % aus landwirtschaftlicher Fläche. Die Durchschnittstemperatur beträgt 12,6 °C, die Vegetationsperiode beträgt um die 198 Tage.
Seit den 1920er Jahren ist ein 25 Kilometer langer Flussabschnitt im Oberlauf kanalisiert. Im Jahr 1939 wurden vor allem im Oberlauf ausgedehnten Sumpfgebiete abgeholzt und trockengelegt, um das gewonnene Land dann zu kultivieren. Übrig geblieben sind unter kleineren Sumpfgebieten der rund 130 km² große Great Cypress Swamp, der das größte zusammenhängende Waldgebiet der Halbinsel bildet.
Wichtigste Nebenflüsse des Pocomoke River sind der Nassawango Creek und der Dividing Creek in Maryland sowie der Pitts Creek in Virginia.

## Geschichte
Die Mündung des Pocomoke River war im Jahr 1635 Schauplatz der ersten aufgezeichneten Schlacht zwischen Engländern in Nordamerika. Diese fand zwischen der Virginia Company und Lord Baltimore, dem Besitzer der Province of Maryland, statt. Streitpunkt war die Kent Island, die an der Mündung des Chester River liegt. Schlussendlich konnten die Kolonisten Marylands den Konflikt für sich entscheiden.

### Namen
Nach den Angaben im Geographic Names Information System des United States Geological Survey war der Pocomoke River unter folgenden anderen Namen bekannt:
| - Newfound Branch - Pawcocomocac - Pokamoke River | - Pokomoake River - Pokomoke River - River of Pocomoque | - Riviere de Pokomack - Wighco River - Wighcocomoco River |

## Flora & Fauna
Der Pocomoke River und der angrenzende Pocomoke River Swamp ist Heimat für mehr als 27 Säugetier-, 28 Reptilien-, 14 Amphibien- und 172 Vogelarten. Weiterhin kommen hier mindestens 72 Pflanzenfamilien vor. Der seltene Swainson-Waldsänger kommt in Maryland einzig an diesem Fluss vor.
Die Überschwemmungsebenen sind geprägt von der Echten Sumpfzypresse, die fast am gesamten Flusslauf zu finden ist. Im Unterlauf wächst sie unter anderen zusammen mit dem Wasser-Tupelobaum (Nyssa aquatica), Rot-Ahorn, Amerikanischen Amberbaum, Weihrauch-Kiefer, Amerikanischer Hainbuche und der Rot-Esche, nahe der Mündung kommt auch Myrica cerifera vor.
Die Überschwemmungsebenen oberhalb der Mündung werden von salztoleranter Sumpfvegetation eingenommen. Hier wachsen verschiedene Arten der Schlickgräser sowie Juncus roemerianus aus der Gattung der Binsen.